# Rundblättrige Fetthenne
Die Rundblättrige Fetthenne (Hylotelephium anacampseros (L.) H.Ohba; Syn.: Sedum anacampseros L.) ist eine Pflanzenart aus der Gattung der Hylotelephium innerhalb der Familie der Dickblattgewächse (Crassulaceae), deren Arten man früher zur Gattung der Fetthennen (Sedum) gestellt hat.

## Beschreibung

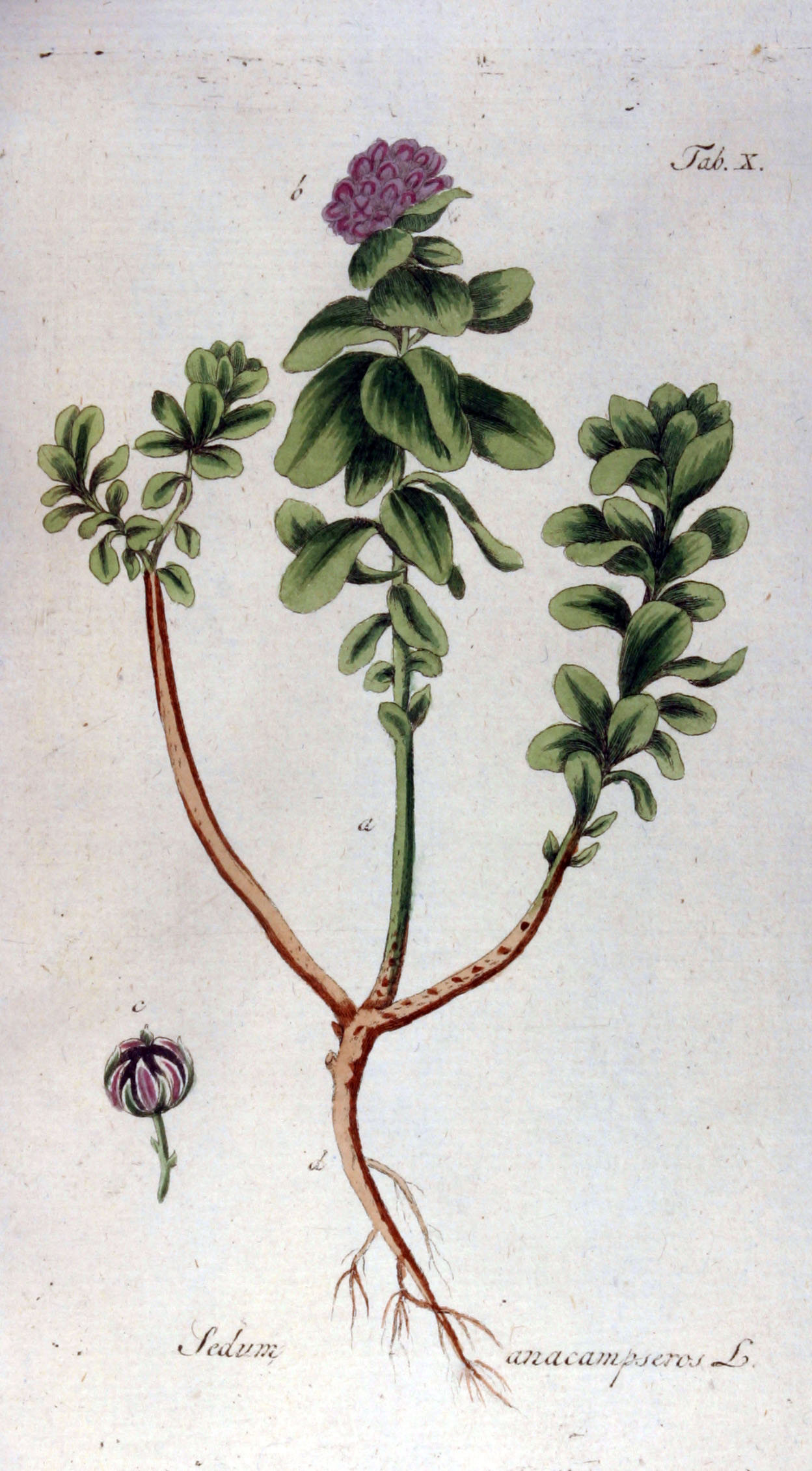
Illustration

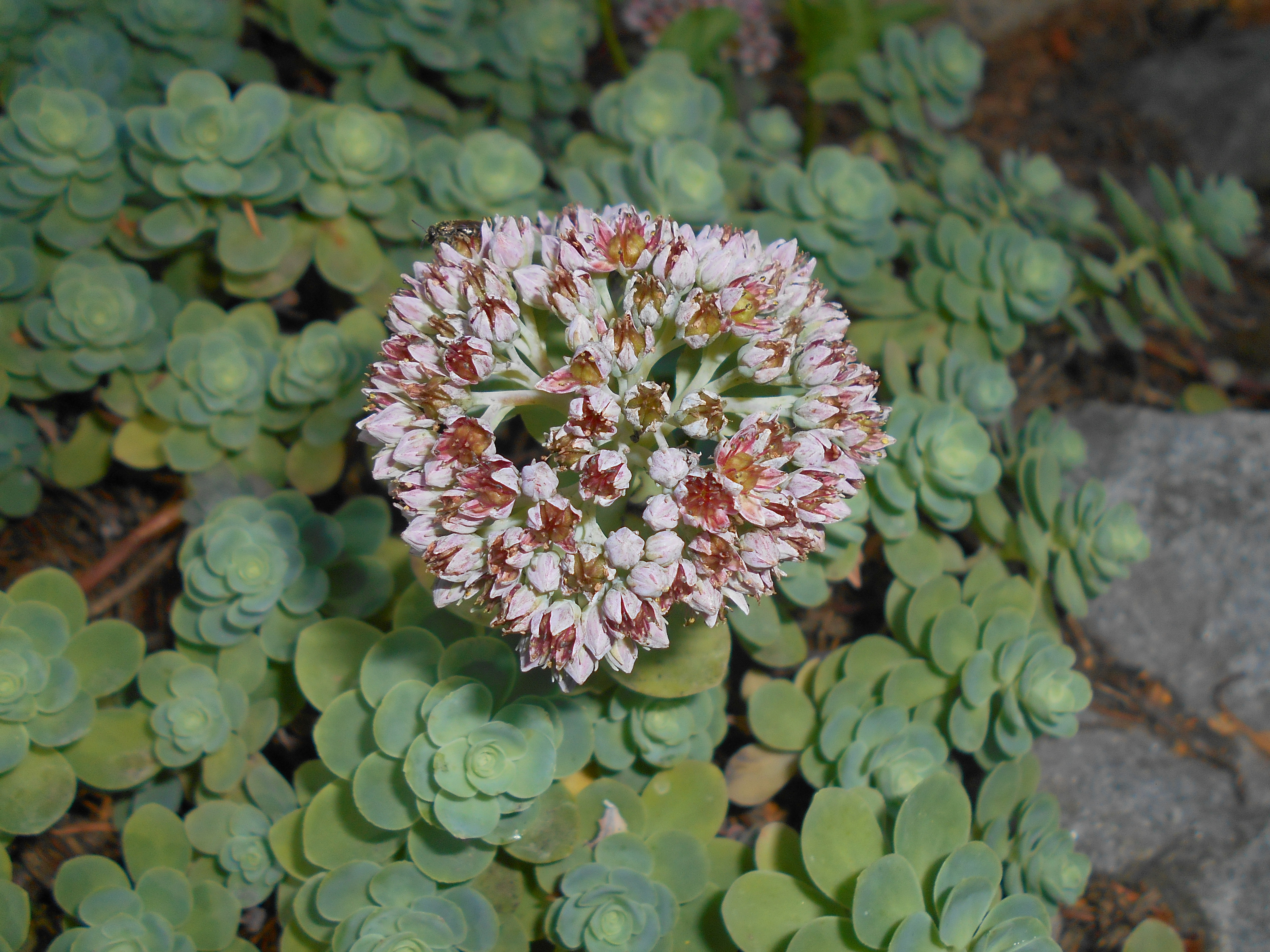
Habitus und Blütenstand

### Vegetative Merkmale
Die Rundblättrige Fetthenne ist eine kahle, ausdauernde sukkulente Pflanze, die Wuchshöhen von 10 bis 30 Zentimetern erreicht. Die sukkulenten Stängel steigen bogig auf. Es sind einige nicht blühende und zum oberen Ende hin dicht beblätterte Stängel vorhanden. Die wechselständigen, sitzenden Laubblätter sind flach, fleischig, elliptisch-lanzettlich bis eiförmig-rundlich mit stumpfem oberen Ende und ganzrandig.

### Generative Merkmale
Die Blütezeit reicht von Juni bis August. Der doldige bis halbkugelige Blütenstand enthält viele Blüten.
Die zwittrige Blüte ist fünfzählig mit doppelter Blütenhülle. Die fünf Kelchblätter sind 3 bis 4 Millimeter lang. Die schmutzigroten Kronblätter sind bei einer Länge von 4 bis 5 Millimetern länglich mit kapuzenförmigen oberen Ende und unterseits sind sie blau-lila mit grünem Kiel. Jedes der zehn Staubblätter ist etwa 4 Millimeter lang. Die Staubfäden sind karminrot.
Die je Blüte fünf Balgfrüchte sind 4 Millimeter lang und haben eine 1 Millimeter lange, dünne Spitze. Die -Samen sind bei einer Länge von 0,6 bis 0,7 Millimetern länglich und längsrunzelig.
Die Chromosomengrundzahl beträgt x = 6; es liegt Hexaploidie mit einer Chromosomenzahl  von 2n = 36 vor.

## Vorkommen
Die Rundblättrige Fetthenne kommt in Europa ursprünglich nur in Spanien, Frankreich, Italien und in der Schweiz vor. Sie kommt in den Alpen von den Seealpen bis zu den Venezianischen Alpen sowie in den Pyrenäen und dem Apennin vor. Sie ist subalpin bis alpin in Höhenlagen von 1400 bis 2500 Metern auf Felsen, Schutt und Rasen über kalkarmen Böden zu finden. Im Kanton Wallis kommt sie von 1400 Meter bis 2400 Metern vor, in den Seealpen von 1400 Meter bis 2500 Metern. In Südtirol steigt sie bis 1300 Meter herab. Außerhalb Europas kommt die Rundblättrige Fetthenne nicht vor. Sie kommt aber unbeständig als Verwilderung aus Steingärten vor in Belgien, Österreich, Bayern, Hessen, Sachsen und Thüringen.
Die ökologischen Zeigerwerte nach Landolt et al. 2010 sind in der Schweiz: Feuchtezahl F = 2w+ (mäßig trocken aber stark wechselnd), Lichtzahl L = 4 (hell), Reaktionszahl R = 2 (sauer), Temperaturzahl T = 1+ (unter-alpin, supra-subalpin und ober-subalpin), Nährstoffzahl N = 2 (nährstoffarm), Kontinentalitätszahl K = 3 (subozeanisch bis subkontinental).

## Taxonomie
Die Erstveröffentlichung von Sedum anacampseros erfolgte 1753 durch Carl von Linné in Species Plantarum, Tomus 1, S. 430. Diese Art wurde 1977 durch Hideaki Ohba in Botanical Magazine. [Shokubutsu-gaku zasshi] (Tokyo), Band 90 (1017), S. 47 als Hylotelephium anacampseros (L.) H.Ohba in die Gattung Hylotelephium gestellt.

## Nutzung
Sedum anacampseros wurde früher als Wund-Heilpflanze kultiviert. Daraus erklärt sich ein Teil ihrer neophytischen Vorkommen.